# Margareta Linton
Margareta Lindekrantz Linton, född 10 november 1931 i Linköping, död november 2011, var en svensk målare. Hon var mor till konstnären Per Ivar Lindekrantz.
Linton studerade vid Konstfackskolan och därefter vid Konstakademien i Stockholm. Hon ställde ut på bland annat Galleri Doktor Glas i Stockholm, Galleri Holm i Malmö, Nolhaga slott i Alingsås, Kalmar museum, Teatergalleriet i Kalmar, Galleri Cupido i Stockholm, Lilla Galleriet och på Galleri Hippo. Hon tilldelades Östgöta konstförenings stipendium 1959.
Linton är representerad vid Kalmar läns museum, Malmö museum, Himmelsberga museum på Öland och vid Smålands konstarkiv i Värnamo.